# 里謙二郎
里 謙二郎（さと けんじろう、1976年 - ）は、映画予告篇ディレクター・監督・映像クリエイター・プロデューサー。

## 人物・来歴
大学卒業後、2000年にTV番組制作会社テレビアルファに入社。2001年にTV-CM制作会社プロシード入社。
その後、TV番組制作会社バースト、TV-CM制作会社ニビック、ムーイースト、ニッポンムービー大阪、CG制作会社リンクス・デジワークスなど多岐にわたって、映像制作に携わる。
そのジャンルは、バラエティ番組からスポーツ中継、TV-CMからプロモーション映像、ミュージックビデオ、映画、ゲームなど、あらゆる映像のジャンルで活動。
2006年に映画予告篇制作会社ガル・エンタープライズ入社。
2012年に独立し、2月22日、映画予告篇を主とする映像制作会社ラフグラフィックスを設立。現在、代表取締役を務める。
2012年10月1日、クリエイティブ会社・株式会社トレーラーを設立。
2019年5月7日、TV-CM・WEB映像に特化した会社・株式会社ラフィルムを設立。
現在、３社の代表取締役を務める。
映像制作全般に精通し、演出家・プロデューサーとして、数多くの映像制作物を世に送り出している。
企画から撮影も経験は豊富で、０から１を生み出す演出家である。
演出する予告篇は、邦画／洋画、実写／アニメーションなど問わず、そのジャンルもアクション・ミステリー・コメディ・ヒューマンドラマ・ラブストーリーなど、多岐にわたる。
そのほか、書籍やゲームなどの商品CMも多く手がけている。
映画予告篇を担当した作品（邦画実写映画）が、7年連続（2009-2015年）で、日本国内の興行収入１位を獲得した。
彼の担当した作品は、確実にヒットするヒットメーカーと呼ばれる。
15年連続（2010-2024年）で、映画予告篇・演出本数は、日本一である。
特に映画予告篇においては、日本で最も多くの作品を演出する予告編ディレクターとして、第一人者的な存在である。

## 予告篇・TV-CMを演出した映画作品
（）内は配給会社

### 2023年（令和5年）
- ミッション:インポッシブル/デッドレコニング PART ONE（東和ピクチャーズ）
- ミステリと言う勿れ（東宝）
- 翔んで埼玉 〜琵琶湖より愛をこめて〜（東宝）
- ウォンカとチョコレート工場のはじまり（ワーナー・ブラザース）
- ワイルド・スピード/ファイヤーブースト（東宝東和）
- 東京リベンジャーズ2 〜運命〜（ワーナー・ブラザース）
- 東京リベンジャーズ2 〜決戦〜（ワーナー・ブラザース）
- 劇場版TOKYO MER〜走る緊急救命室〜（東宝）
- トランスフォーマー/ビースト覚醒（東和ピクチャーズ）
- パウ・パトロール ザ・マイティ・ムービー（東和ピクチャーズ）
- ゆとりですがなにか インターナショナル （東宝）
- おまえの罪を自白しろ（松竹）
- グランツーリスモ（ソニー・ピクチャーズ）
- ナックルガール（Amazon Prime Video）
- Gメン（東映）
- ミュータント・タートルズ: ミュータント・パニック!（東和ピクチャーズ）
- 怪物の木こり（ワーナー・ブラザース）
- ドラキュラ/デメテル号最期の航海（東宝東和）
- 映画ネメシス 黄金螺旋の謎（ワーナー・ブラザース）
- 映画 イチケイのカラス（東宝）
- バビロン（東和ピクチャーズ）
- モリコーネ 〜映画が恋した音楽家〜（ギャガ）
- キラーズ・オブ・ザ・フラワームーン（東和ピクチャーズ）
- バイオレント・ナイト（東宝東和）
- SISU/シス 不死身の男（ハピネットファントム・スタジオ）
- ウルトラマンデッカー最終章 旅立ちの彼方へ…（円谷プロダクション）
- 劇場版 推しが武道館いってくれたら死ぬ（ポニーキャニオン）
- ダンジョンズ&ドラゴンズ/アウトローたちの誇り（東和ピクチャーズ）
- おとななじみ（東映）
- ゲネプロ7（ギャガ）
- エンジェルフライト（Amazon Prime Video）
- 滝沢歌舞伎ZERO（松竹）
- JSB3 LIVE FILM RISING SOUND（松竹）

### 2022年（令和4年）
- トップガン マーヴェリック（東和ピクチャーズ）
- 沈黙のパレード（東宝）
- コンフィデンスマンJP 英雄編（東宝）
- 大怪獣のあとしまつ（松竹／東映）
- 母性（ワーナー・ブラザース）
- HiGH&LOW THE WORST X（松竹）
- ブラックアダム（ワーナー・ブラザース）
- ノイズ（ワーナー・ブラザース）
- モービウス（ソニー・ピクチャーズ）
- ザリガニの鳴くところ（ソニー・ピクチャーズ）
- TANG タング（ワーナー・ブラザース）
- ハケンアニメ!（東映）
- 極主夫道（ハピネットファントム・スタジオ）
- ウェディング・ハイ（松竹）
- アンビュランス（東宝東和）
- ソニック・ザ・ムービー/ソニック VS ナックルズ（東和ピクチャーズ）
- ザ・ロストシティ（東和ピクチャーズ）
- マリー・ミー（東宝東和）
- ウルトラマントリガー エピソードZ（円谷プロ）
- ブラック・フォン（東宝東和）
- でっかくなっちゃった赤い子犬 僕はクリフォード（東和ピクチャーズ）
- プアン/友だちと呼ばせて（ギャガ）
- 東西ジャニーズJr. ぼくらのサバイバルウォーズ（松竹）

### 2021年（令和3年）
- ワイルド・スピード/ジェットブレイク（東宝東和）
- 東京リベンジャーズ（ワーナーブラザーズ）
- マスカレード・ナイト（東宝）
- ARASHI Anniversary Tour 5×20 FILM “Record of Memories”（松竹）
- 土竜の唄 FINAL（東宝）
- パウ・パトロール ザ・ムービー（東和ピクチャーズ）
- 孤狼の血 LEVEL2（東映）
- 護られなかった者たちへ（松竹）
- モンスターハンター（東和ピクチャーズ）
- 劇場版 ルパンの娘（東映）
- G.I.ジョー:漆黒のスネークアイズ（東和ピクチャーズ）
- 奥様は、取り扱い注意（東宝）
- クワイエット・プレイス　破られた沈黙（東和ピクチャーズ）
- 映画 賭ケグルイ 絶体絶命ロシアンルーレット（GAGA）
- Mr.ノーバディ（東宝東和）
- 総理の夫（日活）
- 騙し絵の牙（松竹）
- ホムンクルス（エイベックス・ピクチャーズ）
- ザ・スイッチ（東宝東和）
- キャンディマン（東宝東和）
- キャッシュトラック（クロックワークス）
- ファイナル・プラン（ハピネットファントム・スタジオ）

### 2020年（令和2年）
- コンフィデンスマンJP2 プリンセス編（東宝）
- 糸（東宝）
- サイレント・トーキョー（東映）
- キャッツ（東宝東和）
- AI崩壊（ワーナーブラザーズ）
- ソニック・ザ・ムービー（東和ピクチャーズ）
- 記憶屋（松竹）
- ザ・ハント（東宝東和）
- 朝が来る（キノフィルムズ）
- 透明人間（東宝東和）
- とんかつDJアゲ太郎（ワーナー・ブラザーズ）
- Reframe THEATER EXPERIENCE with you（日活）
- 滝沢歌舞伎ZERO（松竹）
- チャーリーズ・エンジェル（ソニー・ピクチャーズ）
- ペット・セメタリー（東和ピクチャーズ）
- オール・マイ・ライフ（東宝東和）
- ウルトラマンタイガ ニュージェネクライマックス（松竹）
- グリンゴ/最強の悪運男（キノフィルムズ）
- 癒しのこころみ〜自分を好きになる方法〜（イオンエンターテイメント）

### 2019年（平成31年）
- ジョーカー（ワーナーブラザーズ）
- マスカレード・ホテル#映画マスカレード・ホテル（東宝）
- 翔んで埼玉（東映）
- 七つの会議（東宝）
- ワイルド・スピード/スーパーコンボ（東宝東和）
- アルキメデスの大戦（東宝）
- 最高の人生の見つけ方（ワーナーブラザーズ）
- コンフィデンスマンJP ロマンス編（東宝）
- HiGH&LOW THE WORST（松竹）
- イエスタデイ（東宝東和）
- マチネの終わりに（東宝）
- ジェミニマン（東和ピクチャーズ）
- オーバー・エベレスト 陰謀の氷壁（アスミック・エース）
- エンド・オブ・ステイツ（クロックワークス）
- クロール -凶暴領域-（東和ピクチャーズ）
- 楽園（KADOKAWA）
- フォルトゥナの瞳（東宝）
- 惡の華（ファントム・フィルム）
- ロケットマン（東和ピクチャーズ）
- 賭ケグルイ（ギャガ）
- チャイルド・プレイ（東和ピクチャーズ）
- ハミングバード・プロジェクト 0.001秒の男たち（ショウゲート）
- バンブルビー（東和ピクチャーズ）
- 居眠り磐音（松竹）
- ハッピー・デス・デイ（東宝東和）
- ベン・イズ・バック（東和ピクチャーズ）
- デイアンドナイト（日活）
- PRINCE OF LEGEND（東宝）
- 劇場版ウルトラマンR / B セレクト！絆のクリスタル（松竹）
- ドント・ウォーリー（東京テアトル）
- マイル22（クロックワークス）
- 少年たち（松竹）

### 2018年（平成30年）
- 嘘を愛する女（東宝）
- 祈りの幕が下りる時（東宝）
- 今夜、ロマンス劇場で（ワーナー・ブラザーズ）
- サニー/32（日活）
- 空海―KU-KAI― 美しき王妃の謎（東宝）
- ダウンサイズ（東和ピクチャーズ）
- 去年の冬、きみと別れ（ワーナー・ブラザーズ）
- 曇天に笑う（松竹）
- 曇天に笑う＜外伝＞ 〜宿命、双頭の風魔〜（松竹）
- サイモン&タダタカシ（日活）
- パシフィック・リム: アップライジング（東宝東和）
- ラプラスの魔女（東宝）
- OVER DRIVE オーバードライブ（東宝）
- 劇場版 コード・ブルー -ドクターヘリ緊急救命-（東宝）
- 検察側の罪人（東宝）
- SUNNY 強い気持ち・強い愛（東宝）
- 累-かさね-（東宝）
- スカイスクレイパー（東宝東和）
- アンロック/陰謀のコード（キノフィルムズ）
- DTC -湯けむり純情篇- from HiGH&LOW（松竹）
- 億男（東宝）
- クワイエット・プレイス（東宝東和）
- 来る（東宝）
- グリンチ（東宝東和）

### 2017年（平成29年）
- DESTINY 鎌倉ものがたり（東宝）
- 帝一の國（東宝）
- 昼顔（東宝）
- 忍びの国（東宝）
- 本能寺ホテル（東宝）
- 破門 ふたりのヤクビョーガミ（松竹）
- トリプルX:再起動（東和ピクチャーズ）
- マリアンヌ（東和ピクチャーズ）
- フレンチ・ラン（GAGA）
- 3月のライオン 前編（東宝/アスミックエース）
- 3月のライオン 後編（東宝/アスミックエース）
- ゴースト・イン・ザ・シェル（東和ピクチャーズ）
- LAST COP THE MOVIE（松竹）
- 東京喰種トーキョーグール（松竹）
- トランスフォーマー/最後の騎士王（東和ピクチャーズ）
- HiGH&LOW THE MOVIE 2 / END OF SKY（松竹）
- HiGH&LOW THE MOVIE 3/ FINAL MISSION（松竹）
- 散歩する侵略者（松竹・日活）
- スクランブル（GAGA）
- ミックス。（東宝）
- バリー・シール/アメリカをはめた男（東宝東和）
- ラストレシピ〜麒麟の舌の記憶〜（東宝）
- 曇天に笑う＜外伝＞ 〜決別、犲の誓い〜（松竹）
- 不都合な真実2 放置された地球（東和ピクチャーズ）

### 2016年（平成28年）
- 64 -ロクヨン-前後篇（東宝）
- 怒り（東宝）
- TOO YOUNG TO DIE! 若くして死ぬ（アスミック・エース）
- 暗殺教室〜卒業編〜（東宝）
- さらば あぶない刑事（東映）
- マネー・ショート 華麗なる大逆転（東和ピクチャーズ）
- エヴェレスト-神々の山嶺-（アスミック・エース）
- 僕だけがいない街（ワーナー・ブラザース）
- テラフォーマーズ（ワーナー・ブラザース）
- ヘイル、シーザー!（東宝東和）
- 世界から猫が消えたなら（東宝）
- スノーホワイト/氷の王国（東宝東和）
- 探偵ミタライの事件簿 星籠の海（東映）
- 10 クローバーフィールド・レーン（東和ピクチャーズ）
- 日本で一番悪い奴ら（日活）
- ミュータント・ニンジャ・タートルズ：影＜シャドウズ＞（東和ピクチャーズ）
- 後妻業の女（東宝）
- SCOOP!（東宝）
- キング・オブ・エジプト（ギャガ）
- ジェイソン・ボーン（東宝東和）
- スター・トレック BEYOND（東和ピクチャーズ）
- 金メダル男（ショウゲート）
- 何者（東宝）
- ジャック・リーチャー NEVER GO BACK（東和ピクチャーズ）
- ボクの妻と結婚してください。（東宝）
- 海賊とよばれた男（東宝）
- 土竜の唄～香港狂騒曲～（東宝）

### 2015年（平成27年）
- ジュラシック・ワールド（東宝東和）
- HERO（東宝）
- ワイルド・スピード SKY MISSION（東宝東和）
- ストロボ・エッジ（東宝）
- マエストロ！（アスミック・エース）
- ソロモンの偽証（松竹）
- 暗殺教室（東宝）
- エイプリルフールズ（東宝）
- 寄生獣（東宝）
- ラン・オールナイト（ワーナー・ブラザース）
- イニシエーション・ラブ（東宝）
- 進撃の巨人（東宝）
- テッド2（東宝東和）
- S -最後の警官-（東宝）
- アンフェア the end（東宝）
- バクマン。（東宝）
- 図書館戦争 THE LAST MISSION（東宝）
- ギャラクシー街道（東宝）
- グラスホッパー（KADOKAWA）
- 劇場版 MOZU（東宝）
- 母と暮せば（松竹）

### 2014年（平成26年）
- ルパン三世（東宝）
- 土竜の唄 潜入捜査官 REIJI（東宝）
- 黒執事（ワーナー・ブラザース映画）
- ジャッジ!（松竹）
- 偉大なる、しゅららぼん（アスミック・エース）
- 白ゆき姫殺人事件（松竹）
- クローズEXPLODE（東宝）
- テルマエ・ロマエII（東宝）
- ネイチャー（東宝東和）
- WOOD JOB! 〜神去なあなあ日常〜 (東宝)
- 青天の霹靂（東宝）
- サケボム（ピクチャーズデプト）
- 春を背負って（東宝）
- 渇き。（ギャガ）
- オール・ユー・ニード・イズ・キル（ワーナー・ブラザース映画）
- LUCY（東宝東和）
- 舞妓はレディ（東宝）
- 蜩ノ記（東宝）
- 荒野はつらいよ〜アリゾナより愛をこめて〜（シンカ／パルコ）
- ふしぎな岬の物語（東映）
- 寄生獣（東宝）
- バンクーバーの朝日（東宝）

### 2013年（平成25年）
- 永遠の0（東宝）
- テッド（東宝東和）
- ストロベリーナイト（東宝）
- ドラゴンボールZ 神と神（東映）
- 図書館戦争（東宝）
- オブリビオン（東宝東和）
- リアル〜完全なる首長竜の日〜（東宝）
- エンド・オブ・ホワイトハウス（アスミック・エース）
- 真夏の方程式（東宝）
- ワイルド・スピード EURO MISSION（東宝東和）
- ワールド・ウォーZ（東宝東和）
- 劇場版 タイムスクープハンター -安土城 最後の1日-（ギャガ）
- 許されざる者（ワーナー・ブラザース映画）
- 劇場版 ATARU THE FIRST LOVE & THE LAST KILL（東宝）
- 清須会議（東宝）
- 夢と狂気の王国（東宝）
- 47RONIN (東宝東和)

### 2012年（平成24年）
- ALWAYS 三丁目の夕日'64（東宝）
- 麒麟の翼 ～劇場版・新参者～（東宝）
- ペントハウス（東宝東和）
- フライトナイト/恐怖の夜（ディズニー）
- センター・オブ・ジ・アース2 神秘の島（ワーナー・ブラザース映画）
- テルマエ・ロマエ（東宝）
- わが母の記（松竹）
- HOME 愛しの座敷わらし（東映）
- 宇宙兄弟（東宝）
- メン・イン・ブラック3（東宝東和）
- 映画 ホタルノヒカリ（東宝）
- BRAVE HEARTS 海猿（東宝）
- ヘルタースケルター（アスミック・エース）
- 夢売るふたり（アスミック・エース）
- ボーン・レガシー（東宝東和）
- ツナグ（東宝）
- のぼうの城（東宝・アスミックエース）
- 北のカナリアたち（東映）
- 悪の教典（東宝）
- 今日、恋をはじめます（東宝）
- 映画 妖怪人間ベム（東宝）

### 2011年（平成23年）
- ステキな金縛り（東宝）
- アンダルシア 女神の報復（東宝）
- 僕と妻の1778の物語（東宝）
- 岳（東宝）
- プリンセストヨトミ（東宝）
- アンフェア the answer（東宝）
- モテキ（東宝）
- こちら葛飾区亀有公園前派出所 THE MOVIE 〜勝どき橋を封鎖せよ!〜（松竹）
- アントキノイノチ（松竹）
- わさお（東映）
- アンノウン（ワーナー・ブラザース映画）
- 大木家のたのしい旅行（ギャガ）
- パラノーマル・アクティビティ2（パラマウント）
- パラノーマル・アクティビティ3（パラマウント）
- ランウェイ☆ビート（松竹）
- ワイルド・スピード MEGA MAX（東宝東和）
- アイ・アム・ナンバー4（ディズニー）
- ウッドストックがやってくる!（フェイス・トゥ・フェイス）

### 2010年（平成22年）
- THE LAST MESSAGE 海猿（東宝）
- 告白（東宝）
- SPACE BATTLESHIP ヤマト（東宝）
- LIAR GAME -the final stage-（東宝）
- ボックス!（東宝）
- ニューヨーク、アイラブユー（IMJエンタテインメント）
- 第9地区（ギャガ）
- 9 〜9番目の奇妙な人形〜（ギャガ）
- 必死剣鳥刺し（東映）
- 怪談レストラン（東映）
- グリーンゾーン（東宝東和）
- 誰かが私にキスをした（東映）
- 悪人（東宝）
- 恋の正しい方法は本にも設計図にも載ってない（ソニー・ミュージックエンタテインメント）
- やさしい嘘と贈り物（ピックス）

### 2008年（平成20年）
- ウォンテッド（東宝東和）
- センター・オブ・ジ・アース３D（ギャガ）
- 劇場版メジャー〜友情のウイニングショット〜（東宝）
- ヤング＠ハート（ピックス）
- 赤い糸（松竹）
- 闘茶〜Tea Fight〜（ファントム・フィルム）
- 築地魚河岸三代目（松竹）
- フライング☆ラビッツ（東映）
- フレフレ少女（松竹）
- ハンティング・パーティ（ピックス）
- 全然大丈夫（スタイルジャム）
- 野田版研辰の討たれ（松竹）
- 銀色のシーズン（東宝）

### 2007年（平成19年）
- HERO（東宝）
- どろろ（東宝）
- マリー・アントワネット（東宝東和）
- キングダムー見えざる敵ー（パラマウント）
- 自虐の詩（松竹）
- ステップ・アップ（エイベックス）
- クィーン（エイベックス）
- スモーキン・エース -暗殺者がいっぱい-（パラマウント）
- アポカリプト（東宝東和）
- 怪談（松竹）
- 釣りバカ日誌18（松竹）
- 京鹿子娘二人道成寺（松竹）
- 鷺娘（松竹）

### 2006年（平成18年）
- フーリガン（ワイズポリシー）
- 犬神家の一族（東宝）
- サンキュー・スモーキング（20世紀フォックス）
- ハードキャンディ（クロックワークス/ファントム・フィルム）

## 演出・制作したCM
- 任天堂
  - 428
  - ディザスター
  - ヘラクレスの栄光
  - ソーマブリンガー
- ニュージーランド航空

### 2012年（平成24年）
- 小学館
  - 銀の匙 Silver Spoon
  - 週刊少年サンデー 戦国コレクション
  - 週刊少年サンデー 名探偵コナン
  - 神様のカルテ 3巻
  - マギ
  - 機動戦士ガンダム サンダーボルト
  - 謎解きはディナーのあとで 3巻

### 2013年（平成25年）
- 小学館
  - 神様のカルテ 2巻
  - マギ
  - ムシブギョー
  - マギ シンドバッド外伝
  - 海街diary
  - 震える牛
  - 機動戦士ガンダム サンダーボルト 2巻
  - 月刊フラワーズ
  - モブサイコ100
  - メガネをかけたら
  - 教場
  - ようこそ、わが家へ
  - NOBELU -演-
  - 鸚鵡楼の惨劇
  - 共震
  - こんなにも優しい、世界の終わりかた
  - 史上最強の弟子ケンイチ
  - BIRDMEN
  - デビクロくんの恋と魔法

### 2014年（平成26年）
- 小学館
  - 下町ロケット
  - 機動戦士ガンダム サンダーボルト 3巻
  - 桂枝雀名演集
  - 裏サンデー
  - アニサン「マギ シンドバッドの冒険」
  - きららちゃん
  - アニサン 「ムシブギョー」
  - ドラえもん かけてショルダーバッグ
  - 世界から猫が消えたなら
- ベネスダ・ソフトワークス  PSYCHOBREAK

### 2015年（平成27年）
- 小学館
  - こだわらない練習
  - サラバ！
  - 神様のカルテ0
  - 名探偵コナンコミックス86巻
  - やせるおかず作りおき
  - 下町ロケット2ガウディ計画
  - 霧 ウラル

### 2016年（平成28年）
- 小学館
  - 夫もやせるおかず 作りおき
  - お弁当もやせるおかず 作りおき
  - ガラパゴス
  - 教場2
  - 名探偵コナンDVDコレクション
  - 名探偵コナン90巻
  - 希望荘
  - 夜行

- 文藝春秋　
  - 四月になれば彼女は

### 2017年（平成29年）
- 小学館
  - 全部レンチン！やせるおかず 作りおき2
  - やせるおかず 作りおき
  - 全部コルスタ！ やせるおかず 作りおき
- 文藝春秋
  - 銀翼のイカロス
- サントリー
  - PREMIUM MORNING BOOKS

### 2018年（平成30年）
- サントリー
  - PREMIUM MORNING TEA  癒し方改革

## 演出・制作した番宣CM

### 2013年（平成25年）
- ドラマ  女信長（フジテレビ）

### 2014年（平成26年）
- 名探偵コナン 江戸川コナン失踪事件 〜史上最悪の2日間〜

## 演出・制作したテレビ番組
- とんねるずのみなさんのおかげでした。（フジテレビ）
- ハマラジャ（テレビ東京）
- 東京シティ競馬中継　（MXテレビ）

## 演出・制作したCG作品
- 映画『デストランス』
- CAPCOM デビルメイクライ3
- CAPCOM バイオハザード

## 演出・制作したプロモーション映像
- PANASONIC プロジェクター
- CAPCOM デビルメイクライ4
- MIZUNO 10minitue diary